# مقاطعة برونزويك (كارولاينا الشمالية)
مقاطعة برونزويك (بالإنجليزية: Brunswick County)‏ هي إحدى مقاطعات ولاية كارولاينا الشمالية في الولايات المتحدة الأمريكية. مركز المقاطعة أو مقعدها هي مدينة بوليفيا. تأسست هذه المقاطعة سنة 1764.أصل هذه المقاطعة يأتي من: مقاطعة بلادين ومقاطعة نيوهانوفر.

## أعلام
- دانيال ليندسي راسيل
- ألبرت إمونز
- روبرت هاو
- ريد أوكوين
- بنجامين سميث